# Chiesa di Santa Maria in Galilea
La chiesa di Santa Maria in Galilea è una chiesa cattolica del comune italiano di Senna Lodigiana, nella diocesi di Lodi.

## Storia
La chiesa di Santa Maria in Galilea venne costruita agli inizi del Cinquecento sul luogo di una chiesa più antica; ad essa era annesso un monastero femminile cistercense, dipendente dall'omonimo monastero di Santa Maria di Galilea di Piacenza.

## Caratteristiche
La chiesa è posta sul margine dell'antico terrazzo fluviale del Po e domina le bassure sottostanti il paese di Senna.
Costruita in stile rinascimentale, possiede una facciata a due ordini che si conclude in un timpano ornato da due cuspidi laterali. Nell'ordine inferiore si apre il portale architravato, mentre in quello superiore una bifora che dà luce all'interno.
La chiesa possiede un'unica navata con due cappelle laterali, conclusa sul fondo da un'abside semicircolare. Fra le opere d'arte conservate all'interno si segnalano nell'abside un dipinto del Duchino raffigurante la Madonna col Bambino e i Santi Ambrogio, Francesco e Marta, e nella cappella di sinistra un affresco di origine trecentesca e modificato in epoca successiva.

### Fonti
- Mario Marubbi, Monumenti e opere d'arte nel basso Lodigiano, fotografie di Giuseppe Giudici, Meleti, Guardamiglio, Maleo, edito dalla Cassa Rurale ed Artigiana del Basso Lodigiano, 1987,  pp. 192-195, ISBN non esistente, SBN MIL0576026.

### Ulteriori approfondimenti
- Francesco Riboldi, Santa Maria in Galilea e dintorni, Mantova, Sometti, 2014, ISBN 978-88-7495-495-7.